# Utetheisa lepida
Utetheisa lepida là một loài bướm đêm thuộc phân họ Arctiinae, họ Erebidae.